# 세라 일마즈

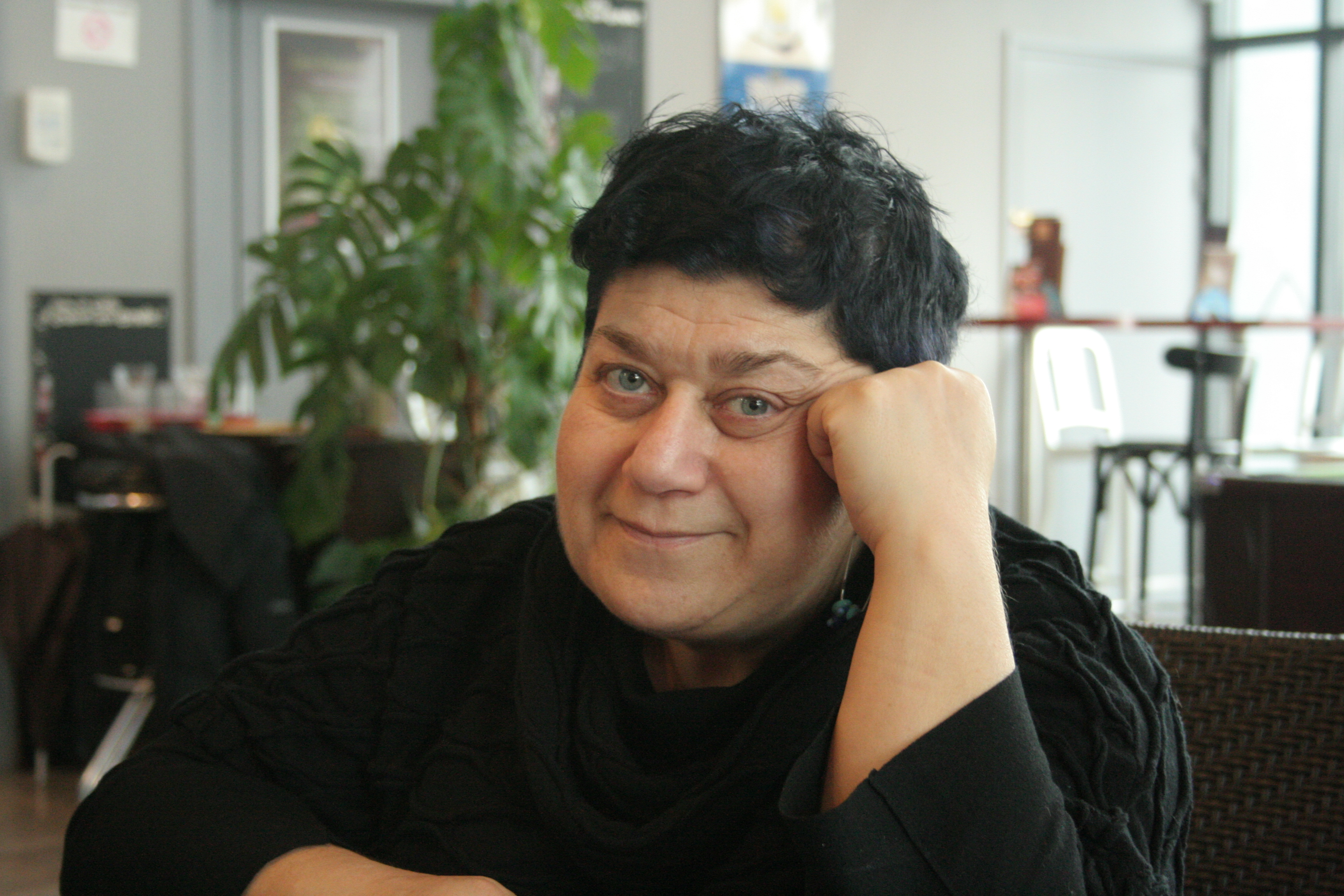

세라 일마즈(Serra Yılmaz, 1954년 9월 13일 ~ )는 터키의 배우, 영화 감독이다.
이스탄불에서 태어났다.

## 영화
- 이스탄불 레드 (2017년)
- 토마소 (2016년)
- 더스트 클로즈 (2015년)
- 쿠 드 쇼 (2015년)
- 세븐 코트야드 (2009년)
- 비비엥 (2009년)
- 새턴 인 오퍼지션 (2007년)
- 창문을 마주보며 (2003년)
- 할렘 슈어 (1999년)
- 마더랜드 호텔 (1987년)